# Olga Rodríguez
Olga Rodríguez Francisco (León, 19 de diciembre de 1975) es una periodista, investigadora y escritora española especializada en información internacional, Oriente Medio y Derechos Humanos. Ha desarrollado su carrera en la emisora Cadena SER, en los canales Cuatro y CNN+ y en elDiario.es, medio digital del que es cofundadora. Ha cubierto los conflictos más importantes de las últimas dos décadas en Oriente Medio y el norte de África, labor por la que ha recibido varios reconocimientos. También ha trabajado en Estados Unidos en diferentes etapas. Es autora de varios libros. 

## Trayectoria
Licenciada en Periodismo por la Universidad Complutense de Madrid y Especialista Universitario en Contenciosos de Oriente Próximo en la Universidad Nacional de Educación a Distancia (UNED), ha cubierto algunos de los acontecimientos informativos más importantes de ámbito internacional de este siglo.
Destacan sus trabajos sobre la Primavera Árabe desde Egipto en 2011, por tener acceso a movimientos sociales y activistas con los que ya había mantenido encuentros desde 2004 y de los que había escrito en varios libros. También sus crónicas desde Irak durante la invasión y ocupación en 2003, o sus reportajes desde los territorios palestinos, Afganistán o Siria, su cobertura de la crisis de los refugiados afganos, iraquíes o sirios, sus análisis sobre los acontecimientos en la región, sus investigaciones y reportajes sobre la impunidad en México, o sus crónicas sobre la situación económica y social en España, con los afectados de la crisis como protagonistas.
Ha desarrollado parte de su carrera profesional en la Cadena SER, en Cuatro y en CNN+, así como colaboraciones con El País, diario Público, Periodismo Humano y Radio Nacional de España. Es cofundadora y copropietaria de ElDiario.es, donde ha trabajado como adjunta al Director y como jefa de la sección Desalambre, especializada en Derechos Humanos. Y donde también tiene una columna de opinión semanal, y donde escribe reportajes, crónicas y análisis de política internacional. Destaca por su periodismo comprometido con los Derechos Humanos y denunciando las violaciones de los mismos, tanto en Oriente Medio como en España y otros países.
Ha trabajado como periodista en Afganistán, Estados Unidos, Egipto, Irak, Israel, Jordania, Kosovo, Líbano, México, Siria, Territorios Palestinos Ocupados y Yemen, entre otros países. Fue reportera en Bagdad durante toda la invasión de Irak de 2003, desde donde aportó sus crónicas radiofónicas diarias para la Cadena SER, en las que relató con la fase de bombardeos, la caída de Sadam Hussein, el caos generalizado ante la ausencia de mando, los saqueos, el incendio de la Biblioteca de Bagdad, el desmembramiento de la sociedad iraquí y la ineficacia e impasibilidad del Ejército estadounidense.

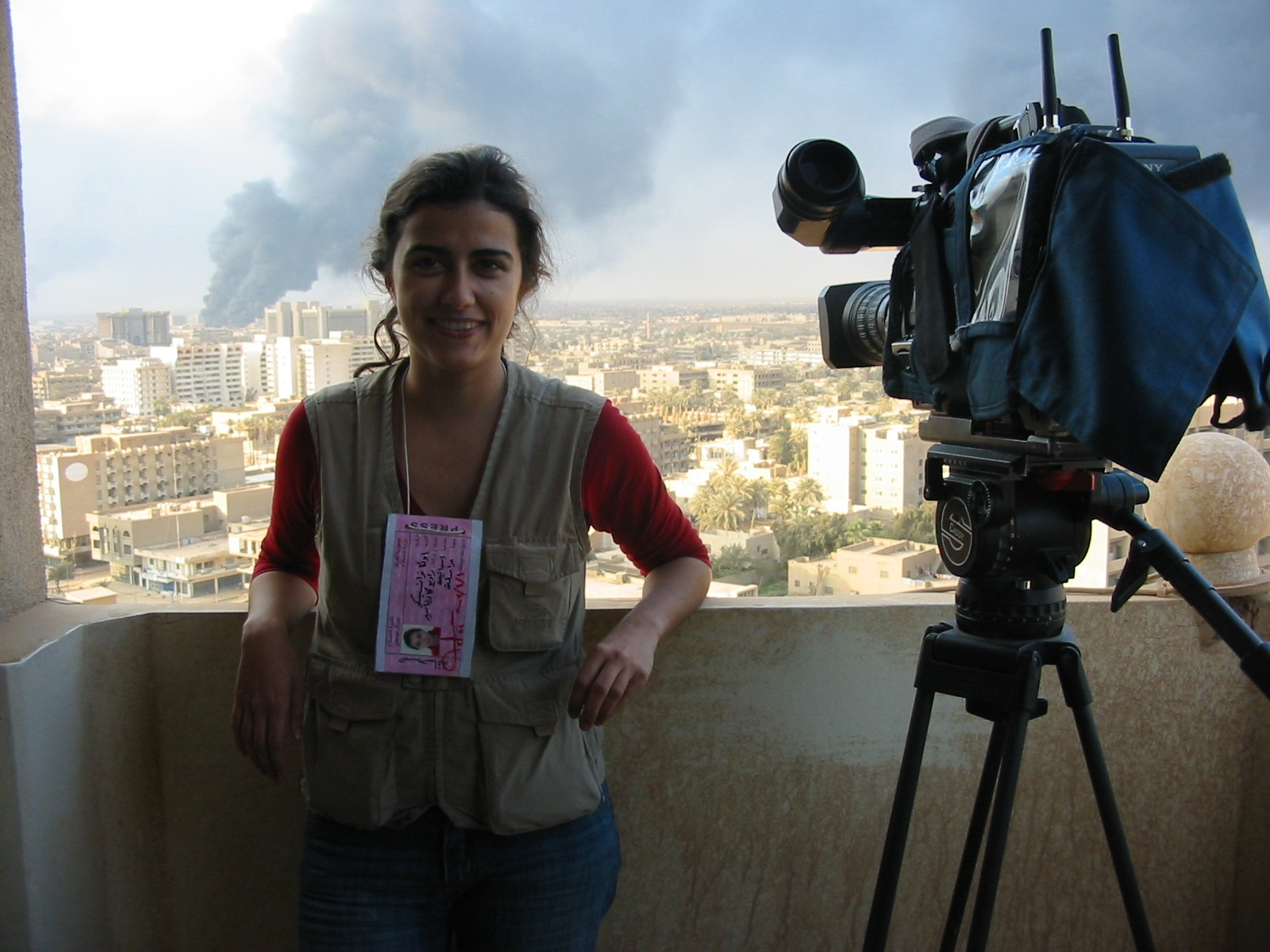
Olga Rodríguez en el Hotel Palestina de Bagdad, durante la invasión de Irak en 2003.

Estuvo alojada en el Hotel Palestina de Bagdad, desde donde presenció el ataque estadounidense a dicho hotel que acabó con la vida del cámara español José Couso y del periodista ucraniano Taras Protsyuk. Desde entonces, junto con otros compañeros de profesión, ha trabajado activamente en busca de una investigación independiente en torno al asesinato de Couso. Como testigo directo de lo ocurrido, declaró en dos ocasiones en la Audiencia Nacional, junto con los periodistas Jon Sistiaga y Carlos Hernández.
Ha cubierto conflictos en Líbano, Afganistán, Irak, Territorios Ocupados Palestinos, Israel o Yemen. A través de historias de personas que ha conocido en la región, y cuya biografía contiene la Historia de la zona, escribió el libro «El hombre mojado no teme la lluvia. Voces de Oriente Medio» (Debate, 2009), que cosechó grandes críticas y que acumula varias ediciones. En 2011 cubrió las revueltas árabes centrada con base en Egipto, y tras ello escribió el libro «Yo muero hoy. Las revueltas en el mundo árabe» (Debate, 2012).
Dos textos de sus libros Aquí Bagdad. Crónica de una guerra (2004) y El hombre mojado no teme la lluvia forman parte de la obra de teatro Shock II, de Andrés Lima, donde la actriz María Morales interpreta a la propia Olga Rodríguez reproduciendo el ataque estadounidense al hotel de los periodistas en Bagdad en 2003 y la actriz Alba Flores encarna a Minal, hija de Yamila, arrestada y torturada en la cárcel de Abu Ghraib, historia relatada por Olga Rodríguez en El hombre mojado no teme la lluvia.
Además, es coguionista del film "En los márgenes", dirigido por Juan Diego Botto y protagonizado por Luis Tosar y Penélope Cruz, en el que se aborda la precariedad y el drama de los desahucios. 
Participa en talleres y conferencias organizadas por universidades, colectivos sociales y diversas instituciones sobre Periodismo, Derechos Humanos, Oriente Medio y actualidad.
Ha seguido el drama de los refugiados en diversos países: Irak, Siria, Turquía, Líbano, Jordania, y también Grecia, Macedonia del Norte, Serbia o Hungría. Lleva desde 2004 hasta la actualidad documentando e informando de historias de refugiados iraquíes, sirios, afganos o palestinos. En España ha cubierto los movimientos sociales y políticos de los últimos años y ha moderado diversos debates públicos.
Es integrante de la Asociación de Periodistas de Madrid y de la Junta directiva de UNRWA España (Agencia de Naciones Unidas para los Refugiados Palestinos).
Es pareja del actor Juan Diego Botto, con quien tiene una hija.

## Reconocimientos
Ha sido galardonada con el Premio Periodista Enfocada Lupa en 2016, concedido a la periodista más votada por casi 9.000 participantes tres finalistas, por su compromiso con el periodismo y los derechos humanos. Jordi Évole fue el más votado en la categoría masculina. 
Premio Periodismo y Derechos Humanos Asociación Pro Derechos Humanos de España en 2015 y Premio Enfoque de Periodismo (2014) por su periodismo comprometido en la defensa de los derechos humanos y en la denuncia de las violaciones contra los mismos, Premio Pluma de la Paz (2006) por su trabajo informativo desde Irak, Premio Club Internacional de la Prensa al Mejor Trabajo Informativo (2006) por sus reportajes de televisión desde Gaza y Ciudad Juárez. Premio Ortega y Gasset colectivo (2003) y Premio Turia a la Mejor Contribución de Medios (2003) por sus crónicas desde Irak.
En 2018, Rodríguez recibió el Premio Honoris Causa Pimentel Fonseca en Italia por su defensa de los derechos humanos. En abril de 2019, Rodríguez fue galardonada con el premio a la Libertad de Expresión en la XII edición de los Premios de la Asociación Cultural “Avuelapluma”, del semanario cacereño Avuelapluma en su “apuesta por la cultura y la libertad de expresión”.

## Obra
- Aquí Bagdad. Crónica de una guerra (Editorial Velecío, 2004).[3][4][3]
- José Couso, la mirada incómoda (2004), como coautora.[5]
- El hombre mojado no teme la lluvia. Voces de Oriente Medio (Editorial Debate, 2009).
- Yo muero hoy. Las revueltas en el mundo árabe (Editorial Debate, 2012).[6]
- Karama. Las revueltas árabes (Editorial EnDebate, digital)